# Welcome to My DNA
Welcome to my DNA è il terzo album dei Blackfield, band fondata da Steven Wilson e Aviv Geffen nel 2004, pubblicato dalla Kscope / Snapper nel marzo 2011.

## Tracce
Testi e musiche di Aviv Geffen, eccetto dove indicato.
1. Glass House – 2:56
2. Go to Hell – 3:03
3. Rising of the Tide – 3:47
4. Waving – 3:54 (Steven Wilson)
5. Far Away – 2:47
6. Dissolving With the Night – 4:06
7. Blood – 3:17
8. On the Plane – 3:41
9. Oxygen – 3:04
10. Zigota – 5:04
11. DNA – 3:56

## Formazione
- Steven Wilson - voce, chitarra, tastiere, arrangiamenti orchestrali in Waving e Dissolving With The Night
- Aviv Geffen - voce, chitarra, tastiere, arrangiamenti orchestrali (tutte tranne Waving)
- Eran Mitelman - pianoforte, tastiere
- Seffy Efrat - basso, voce
- Tomer Z- batteria